# Ski alpin aux Jeux olympiques de 2010 - Descente femmes
Navigation
Turin 2006 Sotchi 2014
la descente femmes des Jeux olympiques de Vancouver 2010 se déroule le 17 février 2010 sur le site de Whistler Creekside. l'Américaine Lindsey Vonn s'impose devant sa compatriote Julia Mancuso et l'Autrichienne Elisabeth Görgl.

## Médaillés
| Or                 | Argent              | Bronze                |
| Lindsey Vonn (USA) | Julia Mancuso (USA) | Elisabeth Görgl (AUT) |

## Résultats
| Rang                                | Dossard | Athlète                    | Nationalité        | Résultat      | Différence | Distances (m) |
| ----------------------------------- | ------- | -------------------------- | ------------------ | ------------- | ---------- | ------------- |
| Médaille d'or, Jeux olympiques      | 16      | Lindsey Vonn               | États-Unis         | 1 min 44 s 19 |            |               |
| Médaille d'argent, Jeux olympiques  | 10      | Julia Mancuso              | États-Unis         | 1 min 44 s 75 | 0,56       | 15,71         |
| Médaille de bronze, Jeux olympiques | 5       | Elisabeth Görgl            | Autriche           | 1 min 45 s 65 | 1,46       | 40,61         |
| 4                                   | 14      | Andrea Fischbacher         | Autriche           | 1 min 45 s 68 | 1,49       | 41,44         |
| 5                                   | 18      | Fabienne Suter             | Suisse             | 1 min 46 s 17 | 1,98       | 54,81         |
| 6                                   | 6       | Britt Janyk                | Canada             | 1 min 46 s 21 | 2,02       | 55,90         |
| 7                                   | 15      | Marie Marchand-Arvier      | France             | 1 min 46 s 22 | 2,03       | 56,17         |
| 8                                   | 22      | Maria Riesch               | Allemagne          | 1 min 46 s 26 | 2,07       | 57,25         |
| 9                                   | 7       | Lucia Recchia              | Italie             | 1 min 46 s 50 | 2,31       | 63,75         |
| 10                                  | 27      | Gina Stechert              | Allemagne          | 1 min 46 s 93 | 2,74       | 75,31         |
| 11                                  | 4       | Stacey Cook                | États-Unis         | 1 min 46 s 98 | 2,79       | 76,65         |
| 12                                  | 12      | Nadia Styger               | Suisse             | 1 min 47 s 22 | 3,03       | 83,06         |
| 13                                  | 2       | Chemmy Alcott              | Grande-Bretagne    | 1 min 47 s 31 | 3,12       | 85,45         |
| 14                                  | 28      | Regina Mader               | Autriche           | 1 min 47 s 53 | 3,34       | 91,29         |
| 15                                  | 3       | Carolina Ruiz Castillo     | Espagne            | 1 min 47 s 62 | 3,43       | 93,67         |
| 16                                  | 17      | Emily Brydon               | Canada             | 1 min 47 s 88 | 3,69       | 100,53        |
| 17                                  | 8       | Aurélie Revillet           | France             | 1 min 47 s 92 | 3,73       | 101,58        |
| 18                                  | 24      | Tina Maze                  | Slovénie           | 1 min 47 s 94 | 3,75       | 102,11        |
| 19                                  | 9       | Nadja Kamer                | Suisse             | 1 min 48 s 14 | 3,95       | 107,35        |
| 20                                  | 36      | Maruša Ferk                | Slovénie           | 1 min 48 s 24 | 4,05       | 109,97        |
| 21                                  | 37      | Shona Rubens               | Canada             | 1 min 48 s 53 | 4,34       | 117,53        |
| 22                                  | 26      | Johanna Schnarf            | Italie             | 1 min 48 s 77 | 4,58       | 123,75        |
| 23                                  | 19      | Ingrid Jacquemod           | France             | 1 min 48 s 85 | 4,66       | 125,82        |
| 24                                  | 32      | Alexandra Coletti          | Monaco             | 1 min 48 s 92 | 4,73       | 127,63        |
| 25                                  | 29      | Anna Fenninger             | Autriche           | 1 min 49 s 95 | 5,76       | 153,97        |
| 26                                  | 34      | Elena Prosteva             | Russie             | 1 min 50 s 07 | 5,88       | 157,00        |
| 27                                  | 31      | Šárka Záhrobská            | République tchèque | 1 min 50 s 68 | 6,49       | 172,34        |
| 28                                  | 39      | Mireia Gutiérrez           | Andorre            | 1 min 52 s 87 | 8,68       | 226,02        |
| 29                                  | 42      | María Belén Simari Birkner | Argentine          | 1 min 53 s 62 | 9,43       | 243,93        |
| 30                                  | 25      | Jessica Lindell-Vikarby    | Suède              | 1 min 53 s 76 | 9,57       | 247,24        |
| 31                                  | 38      | Macarena Simari Birkner    | Argentine          | 1 min 54 s 25 | 10,06      | 258,79        |
| 32                                  | 40      | Agnieszka Gąsienica-Daniel | Pologne            | 1 min 55 s 10 | 10,91      | 278,58        |
| 33                                  | 45      | Maria Kirkova              | Bulgarie           | 1 min 56 s 80 | 12,61      | 317,30        |
| 34                                  | 41      | Noelle Barahona            | Chili              | 1 min 57 s 47 | 13,28      | 332,25        |
| 35                                  | 43      | Anna Berecz                | Hongrie            | 1 min 57 s 86 | 13,67      | 340,88        |
| 36                                  | 44      | Lyudmila Fedotova          | Kazakhstan         | 2 min 1 s 58  | 17,39      | 420,38        |
| 37                                  | 1       | Klára Křížová              | République tchèque | 2 min 9 s 27  | 25,08      | 570,20        |
| -                                   | 33      | Georgia Simmerling         | Canada             | DNS           |            |               |
| -                                   | 11      | Dominique Gisin            | Suisse             | DNF           |            |               |
| -                                   | 13      | Daniela Merighetti         | Italie             | DNF           |            |               |
| -                                   | 20      | Marion Rolland             | France             | DNF           |            |               |
| -                                   | 21      | Anja Pärson                | Suède              | DNF           |            |               |
| -                                   | 30      | Elena Fanchini             | Italie             | DNF           |            |               |
| -                                   | 35      | Edit Miklós                | Roumanie           | DNF           |            |               |
| -                                   | 23      | Alice McKennis             | États-Unis         | DQ            |            |               |